# Hazel Lavery

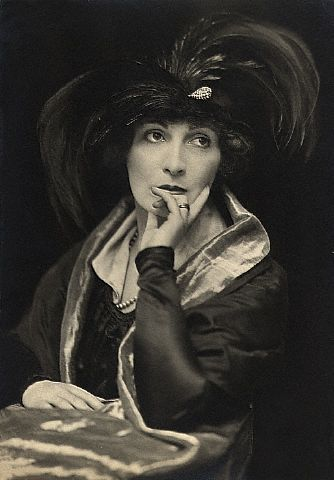
Lady Hazel Lavery, um 1910

Hazel, Lady Lavery (* 1880 in Chicago als Hazel Martyn; † 1935 in London) war eine irisch-amerikanische Erbin und High Society Lady in der Londoner Gesellschaft. Ihr Porträt als Cathleen ni Houlihan zierte zwischen 1928 und 1976 die von der Central Bank of Ireland herausgegebenen irischen Banknoten. Auf den späteren Banknoten blieb es zunächst noch als Wasserzeichen erhalten.

## Leben
Hazel Martyn war eine Tochter des wohlhabenden Unternehmer und Kunstsammler Edward Jenner Martyn, mit anglo-irischen Wurzeln, und seiner Ehefrau Dorothy Franklin. Sie erhielt eine umfassende und vorzügliche Ausbildung, sprach mehrere Fremdsprachen und zeigte sich an Literatur, Musik und Malerei interessiert.

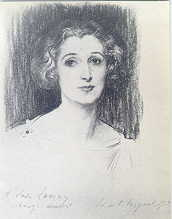
John Singer Sargent: Lady Lavery, Kohlezeichnung, 1923

Ihr eilte der Ruf voraus, dass sie das schönste Mädchen des Mittleren Westens der USA sei, als sie mit 17 Jahren – in Begleitung ihrer Mutter – nach Europa kam. In Paris studierte sie Malerei an der renommierten Académie Julian unter Tony Robert-Fleury. Auf einer Studienreisen in die Bretagne lernte sie den irischen Maler John Lavery kennen. Beide fanden gefallen aneinander, sehr zum Missfallen ihrer Mutter, die daraufhin deren bisherigen Freund Edward Livington Trudeau, einen New Yorker Arzt, zu sich nach Frankreich einlud. Im Februar 1903 machte Trudeau – auf Anraten von Mrs. Martyn – Hazel einen Heiratsantrag. Nach einigen Monaten verstarb ihr Ehemann und ließ sie hochschwanger zurück.
Zusammen mit ihrer Tochter zog Hazel Trudeau nach England und stieg als zentrale Figur in der Londoner Gesellschaft auf. Innerhalb kürzester Zeit machte sie Bekanntschaft mit den bekanntesten Persönlichkeiten der Stadt oder stand im Briefkontakt, unter anderem mit Winston Churchill, Herbert Henry Asquith, Hilaire Belloc, Reginald McKenna, George Bernard Shaw, Lytton Strachey, Lady Ottoline Morrell und Michael Collins.
Im Jahre 1910 heiratete Hazel Trudeau in London den Maler John Lavery (1856–1941). Aus der Ehe, die allen Berichten zufolge glücklich verlief, ging eine Tochter, Alice Lavery, hervor. Nach ihrer Heirat wurde sie Lavery's Muse und Modell in über 400 Bildern, bis zu ihrem Tod im Jahre 1935.

## Name in verschiedenen Lebensphasen
- 1880–1903 Hazel Martyn
- 1903–1905 Hazel Trudeau
- 1910–1935 Hazel Lavery; ab 1914 Lady Lavery